# Список графічних творів Ігоря Подольчака
За період з 1982 по 1999 рік Ігор Подольчак створив близько 200 графічних творів, значна кількість в техніці офорту.

## Список графічних творів
| Рік  | Назва, техніка, розмір |
| ---- | --- |
| 1981 | - Op. 1. EL T(amara)P(odolchak). Офорт, 12,8х12,2 см |
| 1983 | - Op. 4. Полювання на метеликів, або бійка ідіотів. Офорт, 5,5х24,2 см - Op. 5. І мить… Офорт, 14,5х10 см - Op. 6. І мить… Ввисокий друк, 14,5х10 см - Op. 7. Портрет невідомого. Офорт, 14х11 см - Op. 8. Портрет невідомого. Високий друк, 14х11 см - Op. 9. Цнотливість. Офорт, 14х10, см - Op. 10. Цнотливість. Високий друк, 14х10, см - Op. 11. Спонукання. Офорт, 18х21,5 см - Op. 12. Офіра. Офорт, 9х20,3 см |
| 1984 | - Op. 13. Акція. Офорт, 14,7х18,3 см - Op. 14. Удався в химери. Офорт, 12,5х10,5 см - Op. 14a. Удався в химери. Високий друк, 12,5х10,5 см - Op. 15. Без назви. Офорт, 9х12 см - Op. 15a. Родина. Високий друк, 15х12 см - Ор. 17. Розмова І. Офорт, 7,5х7,5 см - Op. 22. Портрет I. Офорт, 10х7,5 см |
| 1985 | - Op. 16. Graphic Grzegorz Matuszak. Офорт, 9,5х6,7 см |
| 1986 | - Op. 18. Розмова II. Офорт, 7,5х9,5 см - Op. 19. Розмова III. Офорт, 7,5х9,5 см - Op. 20. Розмова IV. Офорт, 7,5х9,5 см - Op. 21. Розмова V. Офорт, 7,5х7,5 см - Op. 23. Портрет II. Офорт, 10х7,5 см |

## Галерея

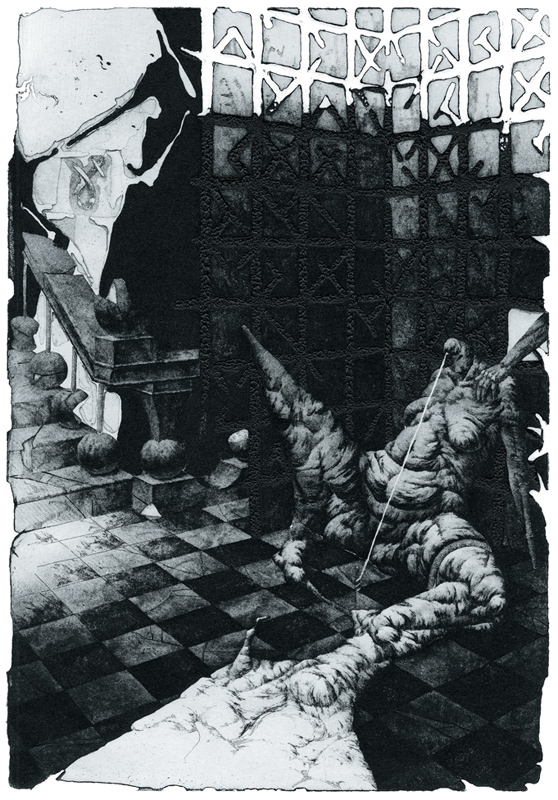
Сад де Сада III. 1992, офорт, 24,5х16,5 см
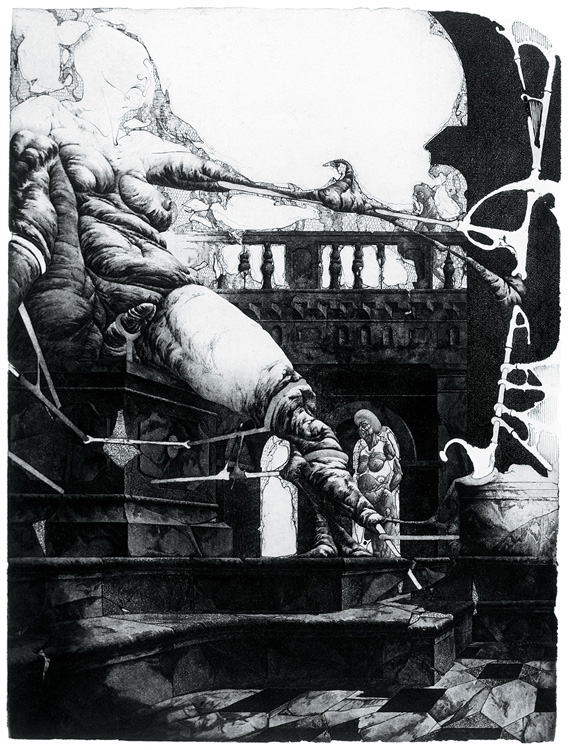
Великий Гермафродит. 1994, офорт, 58х44 см
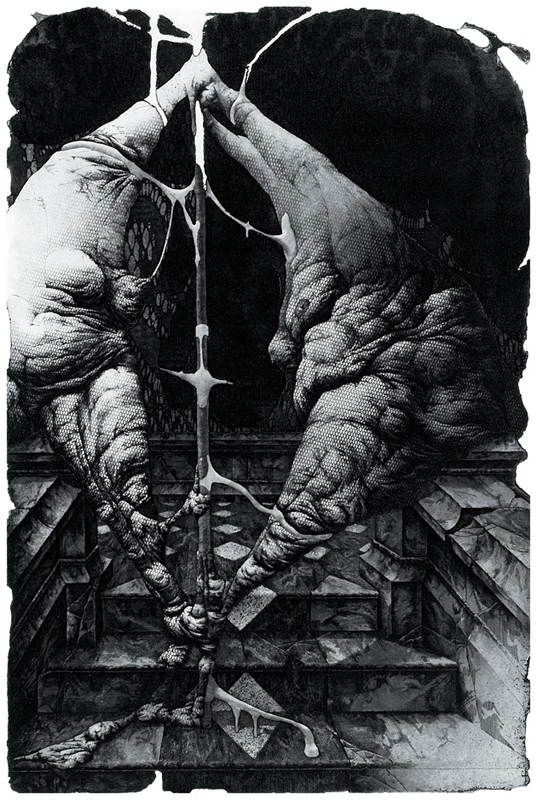
Пара. 1997, офорт, 49.5х32,5 см